# Доброхи (Підляське воєводство)
Доброхи (пол. Dobrochy) — село в Польщі, у гміні Рутки Замбровського повіту Підляського воєводства.
Населення — 47 осіб (2011).
У 1975-1998 роках село належало до Ломжинського воєводства.

## Демографія
Демографічна структура станом на 31 березня 2011 року:
|          | Загалом | Допрацездатний вік | Працездатний вік | Постпрацездатний вік |
| -------- | ------- | ------------------ | ---------------- | -------------------- |
| Чоловіки | 27      | 7                  | 18               | 2                    |
| Жінки    | 20      | 2                  | 15               | 3                    |
| Разом    | 47      | 9                  | 33               | 5                    |